# François Rasse
François Rasse est un violoniste, chef d'orchestre et compositeur belge né le 27 janvier 1873 à Helchin et mort le 4 janvier 1955 à Ixelles.

## Biographie
François Adolphe Jean Jules Rasse naît le 27 janvier 1873 à Helchin (près de Tournai),,.
Il étudie au Conservatoire royal de musique de Bruxelles, où il est élève d'Eugène Ysaÿe en violon et de François Gevaert et Gustave Huberti en composition,,.
En 1899, il remporte le 1er Grand Prix de Rome belge avec sa cantate Cloches nuptiales,,.
De retour de Rome, François Rasse fait carrière comme chef d'orchestre, dirigeant au théâtre du Capitole de Toulouse, à l'Opéra d'Amsterdam, au théâtre de la Monnaie à Bruxelles (1910), à Gand (entre 1921 et 1928) ou au Kursaal d'Ostende (entre 1922 et 1932), notamment,,.
En 1920, il est nommé professeur d'harmonie au Conservatoire de Bruxelles. Par la suite, il est directeur du Conservatoire de Liège, entre 1925 et 1938,,.
En 1933, il est élu membre de l'Académie royale de Belgique.
François Rasse meurt le 4 janvier 1955 à Ixelles,,.
On peut le considérer comme un des représentants de l'école wallone issue de la Schola Cantorum. Comme compositeur, ses œuvres, « souvent élégiaques, sont d'un lyrisme débordant. Son écriture est raffinée dans les mélodies, qui constituent une part importante de son œuvre, forte et passionnée dans sa musique symphonique et instrumentale ».

## Œuvres
Son catalogue comprend notamment,, :

### Pour la scène

#### Opéras
- Déidamia (1905), drame lyrique en trois actes, livret de Lucien Solvay d'après Alfred de Musset, créé à La Monnaie le 3 avril 1906
- Sœur Béatrice (1938), opéra en trois actes, livret de Maurice Maeterlinck, créé à La Monnaie le 22 décembre 1944

#### Ballet
- Le Maître à danser (1908), chorégraphie de François Ambrosiny

### Musique symphonique

#### Symphonies
- Symphonie romantique (1901)
- Symphonie mélodique (1903)
- Symphonie rythmique (1908)

#### Poèmes symphoniques
- Douleur (1911)
- Joie (1925)
- Aspiration (1946)

#### Autres
- Pour une tragédie (1929)
- 4 Suites
- 6 Danses (1939)
- Joyeuse marche militaire (1944)

### Œuvres concertantes
- Concerto pour violon (1906)
- Poème concertant, pour piano et orchestre (1918)
- Improvvisata, pour trompette et orchestre (1928)
- La Dryade, pour clarinette et orchestre (1943)
- Lamento, pour violoncelle et orchestre (1952)

### Musique de chambre
- 3 trios avec piano (1897, 1911 et 1951)
- 2 quatuors à cordes (1906 et 1950)
- Quintette avec piano (1914)
- Quatuor avec piano (1941)

### Musique instrumentale
- Pour Suzanne, 3 recueils pour piano
- Sonate pour piano et violon
- Sonate pour piano et violoncelle

### Musique vocale
De nombreuses mélodies, dont :
- 5 Mélodies (1893)
- 10 Chants de la guerre, avec orchestre (1918)
- Le Chant éternel, cycle (1924)
- La Chanson d'Ève, cycle (19331)

## Distinction
- Commandeur de l'ordre de la Couronne en 1930.